# 香港亂噏
香港亂噏為香港亞洲電視一個政治及時事模仿的高清自製節目，2009年5月24日於本港台首播。節目是以台灣中天電視受歡迎的綜藝節目《全民最大黨》及前身《全民大悶鍋》為藍本，在亞洲電視官方網站亦表明參考《全民最大黨》，其中節目內容亦十分相似。
由於《香港亂噏》緊貼當時時事，以及藝員所扮演的人物幽默諧趣，引起香港網民熱烈討論。而該節目亦是近年亞洲電視少見，其搞笑風格與節目統籌林超榮的作品香港電台《頭條新聞》相似。由於《香港亂噏》受歡迎，亞洲電視決定把一星期一集改為星期一至五均播放。
但《香港亂噏》播放時間改為星期一至五後，收視持續下跌至2點，亞洲電視遂於9月18日暫停播映《香港亂噏》，並且公佈《香港亂噏》將會重新回到星期日時段播映。第三輯的《香港亂噏》於2009年10月11日晚上10:45首播，其後為逢星期日晚上10:30播出，並首次在亞洲高清台同步播映。
自播完11月29日該集後，因播放其他節目而暫停。而《香港亂噏》藝員扮演原有角色參與1月2日播出的《財神到》。

## 節目製作
自從亞洲電視被旺旺老闆蔡衍明收購後，進行一連串的節目改革，曾在台灣中天電視和東森電視當總經理的亞視高級副總裁製作人鄭偉強 從台灣來到香港後，覺得香港人怨氣很大，希望香港人從節目宣洩不滿情緒，不講嚴肅政治。節目方針是對事不對人，只針對時間話題，不會醜化他人。整個節目並不涉及宗教及中國政治這兩個議題，所以節目將不會找人扮演如溫家寶或胡錦濤這類角色，但是在節目中有間接提及中國政治。

## 單元節目

### 長毛開BAND
模仿立法會議員梁國雄，將流行曲歌詞改編，並以全走音姿態唱出，以作諷剌事弊；該環節會先唱改編自友誼之光的歌曲，並且每次都邀請一名女性嘉賓上場（角色名字通常與該時事話題有關）；第六集打後，肥龍加入擔任鼓王。長毛聲稱會將有關議案在蠟髮會向拳拳動他的議（如果是休會期則稱與高官見面），如果政府不接受會向該人士唱該首歌曲，但無論如何都會在band房唱歌離場。此部份是參考《全民最大黨》的《施主席的轟趴》，而與上場的女性嘉賓對談的情節與《全民最大黨》的《歌王質詢台》相似。
| 集數 | 女性嘉賓       | 討論話題             | 唱的歌曲        | 歌曲原名      |
| 001  | Central Hilton | 香港當前經濟         | 就瓜            | 浮誇          |
| 002  | 直樹無籽       | 塌樹問題             | 鋸得太遲        | 愛得太遲      |
| 003  | 女渠王         | 旺角鏹水彈           | 掉野之城        | 狂野之城      |
| 005  | 拮針明步       | E管局收費制度        | 找數大過天      | 戀愛大過天    |
| 006  | 女渠王         | 公務員與高官的溝通   | Shall We Walk   | Shall We Talk |
| 007  | 酒井發癲       | 醉酒佬鬧事           | 飲大            | 無賴          |
| 010  | 柴可夫斯姬     | 高官Sorry文化        | 越認越傷心      | 越吻越傷心    |
| 016  | 波波小D        | (左口右靚)模文化     | 派奶            | 愛你          |
| 020  | 車妮子         | 小巴超速             | 紅綠Van         | 紅綠燈        |
| 025  | 拮針明步       | 疫苗過期             | 疫苗無限倒      | 夕陽無限好    |
| 031  | Barbecue(BBQ)  | 旺角天台燒烤         | 非冚不可        | 非走不可      |
| 033  | DIANA          | 機場保安偷竊         | 我為何被你偷    | 我為何讓你走  |
| 040  | 鄧麗音         | 醫院打錯針           | 都是你搞錯#     | 都是你的錯    |
| 045  | 何韻B          | 地下水管爆裂         | 爛喉#           | 爛泥          |
| 051  | 鄭瘦文         | 政府清拆行動辦事不力 | 要拆佢的#       | 會過去的      |
| 054  | 鄧麗音         | 慳電膽優惠券計劃     | 慳電膽#         | 電燈膽        |
| 057  | 龍婆           | 高空擲物             | 掉野之城 升呢版 | 狂野之城      |

#與長毛合唱

### 新聞亂報
由林超榮扮演新聞女主播林超齡，誇張失實地報導城中小事，諷刺時下傳媒失實報導的歪風，並經常強調要將新聞娛樂化。報導新聞部份與《頭條新聞》林超榮個人環節相似，不同的是林超榮不會一個人飾演所有角色。原定有當年聽日的環節，但是到現在為止並沒有出現。自香港亂噏踏入第三輯起，加入「超齡看天下」的環節，邀請嘉賓上節目。新聞亂報是唯一在第一輯及第三輯每集都會出現的單元環節。轉至30分鐘版本後，仍然是播放次數最多的單元環節。
在新聞亂報節目開始前，林超齡與一名（編輯A）至兩名編輯（編輯A與編輯B或編輯C）討論新聞話題，當每一場編輯說話令林超齡不中聽，編輯就會被打。當節目開播前（由最後5秒或10秒倒數），慌忙收拾雜物，然後正式進入節目，報導兩至三則新聞。在第14集的新聞亂報環節先報導新聞，途中編輯中斷節目。而在第34集的新聞亂報環節在節目開始前，沒有林超齡出現，只見兩名編輯與霍震停交談。到節目開播後，林超齡才登場。每次林超齡均穿著藍色外套，而第34集至41集間她穿上黃色外套，原因不明（有可能為在34集前編輯暗示她永遠都是同一個形象）。此部份是參考《全民最大黨》的《芒果亂報》。

### 志暈與你
模仿電視廣播有限公司電視廣播業務總經理陳志雲的節目《志雲飯局》，但變成電台「Phone out」節目，專訪炙手可熱的新聞人物。僅在第一集出現，原因是無線生活台的志雲飯局觀眾不多而取消這個環節。第一集訪問者為王維機，名稱為「志暈與十二少」。

### 特區政府冇問題
又名「特首扮記者會」，由所謂的「政府發言人」召開記者會，提出非常離奇的政策，回應記者尖銳問題，以諷刺香港政府連番施政失誤、反應過慢、漠視民意及迴避敏感問題。環節中更會加插廣告片段，以最新社會熱話為主題，改編大眾熟識的廣告片。第一集的主持人是財政CC長曾進華，沒有記者提問及廣告環節，其餘集數由教肉局局長孫明洋主持。與《全民最大黨》中《海協會記者會》環節相似。至於廣告片段情節與《最大黨廣告時間》相似，但是廣告片段情節只是播放一次，不會像《最大黨廣告時間》重覆廣告內容。

### 天機可以洩漏
模仿玄學家蘇聞風及麥靈靈以玄學角度解構香港最近發生的時事謎團，並用各種工具為大家預測運程，例如是蘇聞風靈雀（「E雀baby」和「童顏巨雀」）及靈靈每集出現的新法寶，例如模仿六合彩風車式旋轉攪珠機等。8月5日由司徒法正暫代蘇聞風（蘇聞風在8月12日表示自己當日正在放大假）。而9月2日（第39集），司徒髮正亦取代蘇聞風做主持。
麥靈靈每一次開場白「大家好，又是看到掌、看到相、又可Rap的靈靈與大家見面。」而聞風以「靈靈又係處亂咁噏，我聞風先至係至靈。（靈靈又到處胡說，聞風才是最準。）」反駁。司徒髮正則唱：「月亮光光、月亮光光。」

### 垂廉聽打
志暈大師被芳太后召見，解釋公司連番失誤，利用「大高清帝國」諷刺電視廣播有限公司失當的政策。此部份與《全民最大黨》《清宮秘史》環節相似。雖然是模仿大清帝國慈禧太后垂廉聽政，但是角色們穿著現代時裝。

### 正字Stand Up
由司圖華及牛華教你如何用「識中文，學正字（諧音「政治」）」。利用最近的時事話題，介紹字的由來，通常會引用康嬉字典逐字解釋。解釋過後會把字套用在其他事件上，作為例子之用，同時亦諷刺社會上爭議的事件。

### 人人有書讀
由作家一名主持推介好書給觀眾，並沒有固定主持。節目介紹八卦雜誌封面新聞內容或非文學書籍，並將相關新聞改編。所推介書籍當中，主要是現存人物傳記，至於雜誌封面內容引用了拮週刊及西周刊等雜誌頭版內容，該封面的人物會與主持人對話。最初6集由倪康主持，第39集由肥佬黎取代。第47集由白姐姐做主持。

### 亂噏估神
由估壇明燈綠叔陳永綠和一位財經女主持（錢袋袋或古升升）講解估市近況，最初本環節沒有片頭（環節開始的片段），由2009年8月24日開始，本環節才有片頭（環節開始的片段）。內容其實將時事新聞用股票術語講解日後走勢發展。在螢光幕下方設計新聞及估票走勢（全屬虛構）。亦設觀眾打電話提問環節。每一次綠叔的開場白為：「無論係牛屎（糞）呀、熊屎呀、貓屎呀、石屎（混凝土）呀，有我估壇明燈呀綠叔幫你看住個市，就實冇死架！（無論遇上牛屎（糞）、熊屎、貓屎、石屎（混凝土），有估壇明燈綠叔幫你看著估市，就不用擔心。）」此環節參考《全民大悶鍋》中的《張國志人市分析師》。
| 圖表類型             | 估票號碼             | 機構名稱             | 出現集數      | 諷刺的相關問題 | 前景                     |
| 估票                 | 5354+                | 震英投機             | 017           | 有2012年「特區龍頭估」（暗喻當2012年行政長官）稱號，可是陳永綠擔心它在未來的承托力不足，因沒有任何實際業績。 | 看淡                     |
| 估票                 | 7676                 | 英蓮實業             | 017           | 諷刺管理香港的樹木沒有盡力。 | 看淡                     |
| 估票                 | 0413                 | 俊華水皮             | 017           | 諷刺利民抒困措施與迷你債券6折回購受人抨擊。 | 看淡                     |
| 估票                 | 0264                 | 蕉大農業             | 017           | 諷刺志暈在書展被人用書丟與女藝人被「空襲」。 | 看好                     |
| 估票                 | 0959                 | 肥牛飲品             | 017           | 諷刺因小巴超速意外令乘客不能打瞌睡。 | 看好                     |
| 估票                 | 9999                 | 紀栗部隊             | 022           | 因紀栗部隊要求加薪。 | 看淡                     |
| 估票                 | 1583                 | 特區環補             | 022           | 諷刺當時推出的《市民長壽一個月》措施與辦公時間有部門高層瀏覽色情網站。 | 看好                     |
| 估票                 | 5454                 | 爆王實業             | 022           | 因當時正值會考放榜，家長為子女找學校、找工作，擔心子女變成雙失青年。 | 看好                     |
| 估票                 | 8888                 | 香港會剪             | 022           | 諷刺幼模在書展與動漫節的行動。 | 看淡                     |
| 估票                 | 1010                 | 康聞體育             | 022、027、047 | 第二十二集：諷刺旗下游泳池池水有大腸桿菌。 第二十七集：諷刺它們遺失孫中山文物不報被揭發。 第四十七集：諷刺旗下公園的人工湖有福鱷。                                                                                     | 022、027：看淡 047：看好 |
| 認錯證               | 不適用               | 康聞體育             | 027           | 諷刺它們遺失孫中山文物被揭發後，推卸責任。 | 看淡                     |
| 估票                 | 7788                 | 洛羊膠業             | 027           | 因當時正值會考放榜，提供水泡（會考放榜後的出路）。 | 看好                     |
| 估票                 | 9394+                | SQ2                  | 027           | 因需要噴香水除臭免被海關搜查。 | 看好                     |
| 估票                 | 8654                 | 凱關檢查             | 032           | 諷刺有一位部門高層將會退休，帶同四十五隻緝毒犬與同部門其他高層大合照。 | 看淡                     |
| 估票                 | 5745                 | 白瓜油製藥           | 032           | 因政府公佈統計數字，四個青年人、一個失業。 | 看好                     |
| 估票                 | 7444                 | 麗奀製衣             | 032           | 近日來發生多宗「走光」事件因商場的地板過分光滑。 | 看淡                     |
| 估票                 | 9394                 | 萬能撻科技           | 032           | 近日來發生多宗「走光」事件因商場的地板過分光滑。 | 看好                     |
| 估票                 | 0999                 | 醫館局               | 037           | 諷刺醫館局調錯嬰兒與打錯過期疫苗，可是還有好消息。 | 看好                     |
| 估票拋售圖           | 不適用               | 醫館局               | 037           | 諷刺醫館局調錯嬰兒與打錯過期疫苗，圖表表示估票拋售將會「一鑊接一鑊」地發生。 | 不適用                   |
| 認錯證               | 不適用               | 醫館局               | 037           | 諷刺醫館局調錯嬰兒與打錯過期疫苗，圖表諷刺醫館局無補於事。 | 看淡                     |
| 估票                 | 8654                 | 麥當歸               | 037           | 因政府要求小巴將來必須安裝限速器，小巴司機將會在公路慢駛，電話外送將會受影響。 | 看淡                     |
| 估票                 | 6654                 | 吹風行               | 037           | 諷刺色情工作者。 | 看好                     |
| 估票                 | 6653                 | 長洲生物科技         | 037           | 諷刺河蟹（普通話諧音「和諧」）。 | 看淡                     |
| 評級公司             | 不適用               | 申縮專員             | 043           | 詳見「肌電署集團（5354）」。 | 不適用                   |
| 估票                 | 5354+                | 肌電署集團           | 043           | 因評級公司申縮專員發現肌電署集團對升降肌的安全監管不力，後來申縮專員把級別評為「E」級。 | 看淡                     |
| 估票                 | 4535                 | 聾伯製藥             | 043           | 因發現肌電署集團對升降肌的安全監管不力，升降肌使用者需要服用驚風散。 | 看好                     |
| 估票                 | 2323                 | 竊聽瘋雲             | 043           | 因近日有子女北上濫藥。 | 看淡                     |
| 估票                 | 暫未提供             | 香港亂噏             | 043           | 因《香港亂噏》的第一輯已推出DVD，借本環節作宣傳。 | 不適用                   |
| 估票                 | 2534                 | 柯凸菲林             | 047           | 因近日有記者在內地採訪時，被舞警指他們沒有記者證。所以他們沖印十多張A4尺寸的記者證掛滿全身。 | 看淡                     |
| 國債                 | 國債                 | 國債                 | 047           | 因近日有記者在內地採訪時，被舞警指他們沒有記者證。陳永綠建議買國債防止被害。 | 看好                     |
| 2010工廠大廈呎價預測 | 2010工廠大廈呎價預測 | 2010工廠大廈呎價預測 | 053           | 因C政報告提及，政府決定鼓勵業主改建或重建舊式工業大廈，圖表表示出現「特手托屎」的情況。 | 看好                     |
| 估票                 | 9394+                | 糊塗有色金屬         | 053           | 由於他們拿全部鐵料做鑊鏟，加上石油使估價不斷上升。 | 看好                     |
| 估票                 | 暫未提供             | 活化教育             | 053           | 因「活化」熱潮而招估的。 | 看好                     |
| 估票                 | 5353                 | 凸區水警             | 056           | 據報導，29名水警警官懷疑在當值期間，搭乘水警輪前往蒲台島，該29名警官前往蒲台島目的為享用海鮮餐，首次圖表表示出現「蛇王潛水圖」。第二次圖表表示出現「呃鬼食豆腐圖」，因陳永綠指水警進行調查後不了了之，不會向估民公佈。 | 看淡                     |
| 估票                 | 0567                 | 香港天眼             | 056           | 最初因白田村有人高空擲物，福伯（秦啟維飾）想買入攝影器材估，但陳永綠發現估價早已因淋漒水而推高了。 | 看淡                     |

註：+為重覆估票號碼

### 魚樂無窮
住在禮賓苦魚缸（事實禮賓府的魚住在池塘）的拳頭和拳爺互相交換特區政府的情報，趁沒有人留意牠們兩魚時說特區政府的是非。目前僅出現一集。

### 業問教功夫
此環節沒有正式名字。一代宗師業問教授在一所類似武館的地方教授武術，只出現兩集，拜師者為曾進華及鄧鏡成，業問總會教授一點時候就會藉詞離開。
| 集數 | 拜師者             | 教授內容                                   | 獲得物品                   |
| 012  | 曾進華（鄭啟泰飾） | 黐手、過手、天外飛仙（曾進華卻稱天外走仙） | 「六折棍（六折回購方案）」 |
| 017  | 鄧鏡成（姜皓文飾） | 掃堂腿、「交波」                           | 健身波（健身球）           |

### 查唓！篤篤撐
模仿電台節目，由查小奀和車肉梅主持，在開始時兩名主持人先以最近的娛樂新聞來展開話題，繼而討論引發的相關問題，然後接受觀眾點唱（觀眾不是表明身份就是被識穿），並播出該歌曲的MTV。由於是電視節目關係，播放的歌曲可以看到MV，均由砌圖卡啦OK製作。歌手均以真名表示。此環節的電台「Phone-In」點唱部份與《全民最大黨》及前身《全民大悶鍋》的《阿洪之聲》相似。
| 集數 | 點唱的觀眾名稱     | 主唱                             | 播出的MTV歌曲                |
| 028  | 孫明洋（盧海鵬飾） | 葉振棠                           | 找不著藉口                   |
| 036  | 週一鑊（林超榮飾） | 軟硬天師                         | 點解要大家笠                 |
| 042  | 曾進華（鄭啟泰飾） | 快子姊妹花                       | Kowloon，Hong Kong           |
| 050  | 李棚飛（盧海鵬飾） | Beyond（家駒、家強、貫中、世榮） | 俾面派對                     |
| 055  | 李樂C（吳麗珠飾）  | 不設點唱部份（由於時間關係）     | 不設點唱部份（由於時間關係） |

### 蠟髮會三蟲唱
節目由三名蠟髮會議員主持大局，趁主席沒為意討論事情。每名議員都會被加上一個「蟲」字。在第53集起，加上了其他議員的紙板。由於環節所需時間較短的關係，自第三輯第1集起，每集都會在節目第一節出現。每一次的開場白為（可是到了第三輯第三集起，開場白部分已經取消）：

蟲係史前生物，生命力極強，無處不在

（蟲是史前生物，生命力極強，無處不在）

–

神聖嘅蠟髮會議事堂，亦畀一批蟲入侵，而家又有一啲蟲正在蠢蠢欲動呀

（神聖的蠟髮會議事堂，亦給一批蟲入侵，現在又有一批蟲正在蠢蠢欲動）

### 拳拳每週C政報告
凸首拳拳在禮賓苦內向市民報告一星期的「C政」，讓市民多一些了解他。
主要為解釋推行或撤消部份政策的原因，以及與各界人士商討某些議題，通常討論的議題或行動都與過去一星期的時事有關。以回顧一週大事形式記下拳拳某一天活動，播出拳拳當天的影片，經常由痕政長官辦公室主任譚志圓陪同，然後拳拳會在影片後為該活動作出總結。

### 未出現環節
以下為亞視電視官方網站原定提及單元環節，但到節目結束為止並沒有出現：
- 《政治人物百萬富翁》，模仿遊戲節目百萬富翁，讓政治人物參與遊戲，問題極度無厘頭。
- 《唐唐今晚請食飯》，唐唐請人家吃飯，並發表謬論。名稱來自竹葉青酒廣告。節目結束前，唐唐從未在節目中登場。
- 《「鬚」good》，模仿人氣主持蘇C黃，每晚以煮食妙論香港頭條。蘇C黃在節目中曾多次登場。
- 《大細超》，李擇街及李加乘兩父子登場，如何賺香港人金錢。兩父子的角色在節目中曾經出場。
- 《A版康熙來了》，模仿台灣節目康熙來了與嘉賓談天說地。

## 口號
在每一集開始不久，主持人都會叫大家喊個口號，口號是「香港一定得，唔係亂咁噏」（香港一定行，不是胡說八道）。

## 舉牌美眉
與全民最大黨相同，在節目的開始和每節廣告回來會有一位美眉穿著短裙舉著牌走出來繞一圈，而且這位美眉在節目完結前都會坐在主持人後面。此做法在節目播映時間更改為星期一至五後不再出現（7月22日除外，該集由兩位美眉舉著寫真走出來繞半圈）。曾被詹培中稱為「數字女」。
在第三節的第三集，為配合該集的討論話題，以慳電膽女郎舉牌。

## 主要模仿角色
Template:香港亂噏主要模仿角色列表

## 節目播映時段
由於節目原首播時段（本港台星期日晚上8:30至9:30）於2009年7月19日起將由亞洲星光大道接檔，原本只播8集（早期更只稱播5集），但是鄭偉強希望節目可以繼續播下去，於是由7月20日起將會調至星期一至五晚上10:00至10:30播出，會與無線的電視劇正面對碰，討論環節由原來的錄影播出方式改為現場直播，並加插即時手語傳譯取代字幕。至於單元環節維持錄播，附設字幕。可是由於節目質素下降，令2009年9月上旬《香港亂噏》的收視跌至2點（約13萬觀眾），後來亞視高級副總裁鄭偉強承認本節目將會改回逢星期日播放一小時版《香港亂噏》，暫定10月開始。 後來在《香港亂噏》位於Facebook的群組與2009年9月18日（第51集）的香港亂噏公佈將會在2009年10月11日星期日晚上10:30至11:30進入第三輯的香港亂噏，將改回錄播及重新讓觀眾參觀，加入盧海鵬在歡樂今宵合作演出的吳麗珠。並由2009年10月18日起在亞洲高清台同步播映，同時加入著名笑匠盧大偉。

## 各集討論話題
在每一集有一名做主持人（通常為林超榮、鄭啟泰或劉錫賢），討論最近發生的時事話題：
| 香港亂噏各集討論話題列表 | 香港亂噏各集討論話題列表 | 香港亂噏各集討論話題列表 |
| 集數                     | 首播日期                 | 討論話題(書面語翻譯) |
| ------------------------ | ------------------------ | --- |
| 第一輯                   |                          | |
| 1                        | 2009年5月24日            | 豬流感發球爆發 兩岸三地多人中招 應該問誰的責? |
| 2                        | 2009年5月31日            | 最新一輪「派糖措施」炒冷飯，才爺話齋你有冇D好提議? (最新一輪「派糖措施」炒冷飯，才爺說你有沒有好提議?)                                                                 |
| 3                        | 2009年6月7日             | 香港學生左調右調搞到行為失調，假如你是孫公又會怎樣調呢? (香港學生左調右調被弄到行為失調，假如你是孫公又會怎樣調呢?)                                                    |
| 4                        | 2009年6月14日            | 豬流感升到最高級別全港小學幼稚園話停就停，細路無學返你話好唔好? (豬流感升級到最高級別全港小學幼稚園勒令停課，小孩不能上學你說好不好?)                                  |
| 5                        | 2009年6月21日            | 正身書院搬到梅窩搞到一殼眼淚，香港人係唔係唔理性?咁唔包容? (正身書院搬到梅窩搞到一殼眼淚，香港人是不是不理性?這麼不包容?)                                              |
| 6                        | 2009年6月28日            | 七一大遊行各有訴求；係又行，唔係又行，你會唔會行呢? (七一大遊行各有訴求；無論如何也要示威，你會不會走出來?)                                                            |
| 7                        | 2009年7月5日             | 政府授勳五大高官得獎實至名歸嗎?抑或太公分豬肉?? (政府為五大高官授勳，真的實至名歸嗎?還是太公分豬肉?)                                                                   |
| 8                        | 2009年7月12日            | 白車三級制 先要答問題，再依靠電腦評級，究竟有利定有弊? (救護車三級制，先回答問題，再依靠電腦評級，究竟有利還是有弊?)                                                   |
| 第二輯                   |                          | |
| 9                        | 2009年7月20日            | 特區政府大執位，有人升官發財，有人興過辣雞，係咪自己人玩晒? (特區政府人事調動，有人升官發財，有人被激到大怒，是否被自己人控制?)                                        |
| 10                       | 2009年7月21日            | 政府打擊學生吸毒唔俾靚仔獨自返大陸係絕世好橋?定係絕世屎橋呢? (政府打擊學生吸不讓年輕人獨自返大陸是棋高一著?還是棋差一著呢?)                                            |
| 11                       | 2009年7月22日            | 書展係SELL姿色定SELL知識?香港人指指點點係想書展變成點? (書展到底是賣姿色還是賣知識?香港人作出批評想書展變成怎樣?)                                                      |
| 12                       | 2009年7月23日            | 雷慢苦主追足一年，銀行突然話6折回購咁神奇?背後有乜憬轟? (雷慢苦主等待一年，銀行突然宣佈6折回購這樣奇怪?背後有什麼陰謀?)                                                |
| 13                       | 2009年7月24日            | 樓股皆升，但失業率又升，發達容易搵食難。市民點算呢? (樓股皆升，但失業率也上升，容易賺錢難就業。市民怎麼辨呢?)                                                          |
| 14                       | 2009年7月27日            | 領匯瘋狂加租4倍，商戶嗌晒救命。究竟自由市場重要?定係商戶飯碗緊要呢? (領匯瘋狂加租4倍，商戶都大喊救命。究竟自由市場重要?還是商戶生計要緊?)                              |
| 15                       | 2009年7月28日            | 樓盤廣告誇張失實，真真假假混淆視聽，政府視而不見。市民大眾點分辨? (樓盤廣告誇張失實，真真假假，混淆視聽，政府視而不見。市民大眾又如何分辨?)                            |
| 16                       | 2009年7月29日            | 政府落力SELL環保，話用天然氣、換巴士，市民會長命一個月，係真唔係呀!! (政府致力推廣環保，說用天然氣、更換公共汽車，市民會長壽一個月，真有其事?)                         |
| 17                       | 2009年7月30日            | 領匯租金越來越貴，公屋質素豪宅消費，雙方嘈喧巴閉，政府拆彈有乜妙計? (領匯租金越來越昂貴，公屋質素豪宅消費，雙方爭論不休，政府有什麼好辦法來解決分歧?)                  |
| 18                       | 2009年7月31日            | 副局長政治助理，返工1年，無人識?無嘢做?? 無必要??? 三無高官???? (副局長政治助理，工作一年，沒有人認識?沒有工作做?? 沒有需要??? 三無高官????)                           |
| 19                       | 2009年8月3日             | 通街假貨，日子點過?真真假假，隨時中招，點解假嘢越來越多? (滿街都是假貨，日子怎樣過?真假不分，隨時中計，為什麼假貨越來越多?)                                            |
| 20                       | 2009年8月4日             | 動漫節散水，靚模點算?港人受落，定係抗拒? (動漫節結束，靚模日後生活如何?香港人受落，還是抗拒?)                                                                          |
| 21                       | 2009年8月5日             | 會考放榜，少人歡喜多人愁，成績真係咁重要? (會考放榜，少人歡喜多人愁，成績真的那麼重要?)                                                                                |
| 22                       | 2009年8月6日             | 校本驗毒計劃唔強迫，邊有人去驗呢?政府又做SHOW? (校本驗毒計劃不強迫實行，那有人去驗呢?政府又做戲?)                                                                      |
| 23                       | 2009年8月7日             | 12歲學生賣K仔，濫藥問題未解決，政府冇晒府? (12歲學生售賣氯胺酮，濫藥問題未解決，政府沒有辦法?)                                                                         |
| 24                       | 2009年8月10日            | 摸著石頭過河，驗毒計劃不能拖，點解淨係學生哥? (摸著石頭過河，驗毒計劃不能拖延，為什麼只是向學生驗毒呢?)                                                                |
| 25                       | 2009年8月11日            | 驗毒侵犯私隱‧政府搞出大頭佛 拳拳點收科? (驗毒侵犯私隱，政府弄出非常嚴重的問題，拳拳又會如何解決?)                                                                      |
| 26                       | 2009年8月12日            | 校本驗毒，政府、專員、社工，三角演異！愈演愈烈！ (校本驗毒，政府、專員、社工，三者所演的角色各有不同，越演愈激烈！)                                                    |
| 27                       | 2009年8月13日            | 網上交友，易墮騙局，陷阱咁多，點樣避得過? (網上交友，容易墮入騙局，陷阱那麼多，要如何避免?)                                                                            |
| 28                       | 2009年8月18日            | 調錯B！打錯針！執錯屍！醫管局點做嘢??? (調錯嬰兒！打錯針！認錯屍體！醫管局怎辦事???)                                                                                   |
| 29                       | 2009年8月19日            | 生活質素新低 六大產業振經濟 究竟搞乜鬼? (生活素質創新低，六大產業振興經濟，究竟是什麼? )                                                                               |
| 30                       | 2009年8月20日            | 香港失業情況嚇親人，4個靚仔，1個冇嘢撈，政府可以做乜嘢? (香港失業情況令人驚呀，四個青年人，一個失業， 政府可以做什麼? )                                                |
| 31                       | 2009年8月21日            | 台灣高官犯錯 鞠躬、認錯、返屋企。香港高官犯錯 死撐、唔認、仲賴死。 (台灣高官犯錯 鞠躬道歉、承認錯誤、辭職回家。 香港高官犯錯 死雞撐飯蓋、不肯承認錯誤、還賴死不離職。) |
| 32                       | 2009年8月24日            | 高級公務員減薪$$$$、為減雞碎咁多、引發社會內訌、值唔值呀? (高級公務員減薪、減薪幅度小、引發社會內訌，值不值得? )                                                       |
| 33                       | 2009年8月25日            | 古有烽火戲諸候，今有聖火起紛爭，東亞運未開波、先甩拖? (古有烽火戲諸候，今有聖火起紛爭，東亞運未開始，已經出現風波?)                                                    |
| 34                       | 2009年8月26日            | 醫療事故頻發生、BB打錯過期針、點解可以咁唔小心? (醫療事故頻發生、嬰兒注射過期針、為什麼會疏忽?)                                                                        |
| 35                       | 2009年8月27日            | 雷慢、經濟未搞掂、任總鬆人咬長糧、條數點計先? (雷慢事件、經濟問題尚未解決、任總離職並享用長糧、這筆帳如何算清?)                                                        |
| 36                       | 2009年8月28日            | 疫苗暗藏副作用、打完隨時會癱瘓、究竟想救人定害人呀? (疫苗暗藏副作用、注射後隨時會癱瘓、究竟想拯救別人抑或是毒害別人?)                                                  |
| 37                       | 2009年8月31日            | 疫情即將失控， 開學面臨大考驗， 政府準備夠唔夠? ( 疫情即將失控， 開學面臨大考驗， 政府的準備足夠嗎? )                                                                  |
| 38                       | 2009年9月1日             | 今年開學麻煩多，十大問題， 家長、學生、老師點拆招? ( 今年開學麻煩多，十大問題，家長、學生、老師如何解決問題? )                                                         |
| 39                       | 2009年9月2日             | 爆水管搞控煙揭露政府部門山頭主義。點解咁唔協調? (爆水管執行控煙揭露政府部門山頭主義。為何一點也不協調?)                                                                |
| 40                       | 2009年9月3日             | 政策又獻新猷，凌晨兩點後唔俾賣酒，唔通要返屋企早抖? (政策又獻新猷，凌晨二時之後不得賣酒，難道要回家早點休息?)                                                          |
| 41                       | 2009年9月4日             | 校園驗毒小冊子教家長驗毒一味靠估，點解咁荒謬? (校園驗毒小冊子教家長驗毒純粹猜測，為何這麼荒謬?)                                                                        |
| 42                       | 2009年9月7日             | 十萬火急無白車，人肉白車頂硬上， 調派混亂定資源不足呀? (十萬火急沒有救護車，人肉救護車頂替，調派混亂還是資源不足?)                                                     |
| 43                       | 2009年9月8日             | 經濟出現曙光?才爺有先見之明?定係開心得太早呢? (經濟出現曙光?才爺有先見之明?還是過早高興?)                                                                              |
| 44                       | 2009年9月9日             | 領匯拖房委會千萬又瘋狂加租，擺明搵市民笨。 (領匯拖房委會千萬又瘋狂加租，光明正大與玩殘市民?)                                                                           |
| 45                       | 2009年9月10日            | 香港無能，也都輸俾人，到底係咩嘢原因? (香港無能，任何事都輸給人家，到底有什麼原因?)                                                                                    |
| 46                       | 2009年9月11日            | 台灣內閣話辭就辭；香港議員又話總辭。究竟講到幾時? (台灣內閣稱辭就辭；香港議員又稱總辭。究竟要說到何時)                                                                 |
| 47                       | 2009年9月14日            | 自殺求助電話創新高，香港人為也咁唔開心呢? (自殺求助電話創新高，香港人為何這麼不開心?)                                                                                  |
| 48                       | 2009年9月15日            | 金融海嘯一周年，大家從中得到也嘢教訓? (金融海嘯一周年，大家從中得到什麼教訓)                                                                                           |
| 49                       | 2009年9月16日            | 19萬戶家庭月入低於$3，700，政府越扶越貧。 |
| 50                       | 2009年9月17日            | 纖體陷阱多，減唔到肥一肚氣，問你仲減唔減? (纖體很多陷阱，減不到就一股氣，你還減不減?)                                                                                  |
| 51                       | 2009年9月18日            | 香港咁多人亂噏，係咪政府做錯D也 (香港有很多人胡說，是不是政府做錯一些事?)                                                                                              |
| 第三輯                   |                          | |
| 52                       | 2009年10月11日           | 議員、藝人，行為不檢，對社會造成負面影響，應該點處理? (議員、藝人，行為不檢，對社會造成負面影響，應該如何處理?)                                                        |
| 53                       | 2009年10月18日           | C政報告冇料到?四大支柱、六大產業，群策可以創新天? (C政報告沒有喜訊?四大支柱、六大產業，群策可以創新天?)                                                                |
| 54                       | 2009年10月25日           | 凸首攪環保，無諮詢離晒譜。慳電膽益老襯又搵老襯? (凸首推行環保，沒有諮詢太過份。節能燈幫自己人又害自己人?)                                                              |
| 55                       | 2009年11月8日            | 香港腹背受敵，特首又唔長進，唔通就咁玩完? (香港腹背受敵，特首不長進，難道就此完蛋?)                                                                                    |
| 56                       | 2009年11月15日           | 高官走得快好世界，鐵飯碗好難哽，對住拳拳好火滾? (高官盡早離場享受世界，鐵飯碗很難吃，面對拳拳火上加油?)                                                                |
| 57                       | 2009年11月22日           | 政改諮詢反應冷淡，天寒地凍寧願打邊爐。天氣冷D定香港人冷D? (政改諮詢反應冷淡，天寒地凍寧願吃火鍋。天氣較為寒冷還是香港人較冷淡?)                                        |
| 58                       | 2009年11月29日           | 五區總辭耷迫力@民煮派互相攻擊愈罵越激，究竟仲辭唔辭職? (五區總辭急煞停，民煮派互相攻擊愈罵越激，到底還辭不辭職?)                                                       |

## 金句
- 「覆你個機」[8]（字幕顯示為「回覆你的來電」） ——於《長毛開BAND》環節中，惡搞梁國雄的「梁國紅」常說的說話，取諧音為粗言穢語，用以諷刺社會民主連線(社民連)在立法會利用髒話近音字謾罵政治高官。此句亦曾經使詹培中在節目中「提早離場」抗議。
- 「覆你個震機」，「覆你個機」變化版本。節目早期僅用覆你個機，之後變化版本「覆你個震機」，初期方便「梁國紅」對在醫院工作之人士使用，及後加強使用至在部份在辦公室工作的人士。現時用「覆你個機」的機率較高。
- 「動L」 ——在節目中惡搞成龍的「成大哥」多次說「動Ｌ」及搖頭，用以影射成龍參與霸王洗頭水廣告。
- 「新聞亂報，事事旦旦」——用以影射無綫新聞在六點半新聞報導中有男子在鏡頭前舉起「無綫新聞，事事旦旦」的紙牌。

## 評價
由於近年競爭對手無線電視未有相似節目（電台有相似節目如18樓C座），但是節目開始不久，仍然不受注目，在半個月後，節目開始受人注意。當中盧海鵬模仿男士化妝品Gatsby木村拓哉廣告，短短一星期內短片在YouTube點擊率超過20萬人次。另外盧海鵬扮演模仿周秀娜詩琳豐胸廣告亦獲超過10萬點擊率。而評論對此節目稱讚方面有演員表現認真，扮演角色與真人非常相似，討論話題非常貼近香港時事話題。
至於被扮演對象方面，立法會議員黃毓民就覺得盧海鵬飾演的「黃郁民」比自己更帥氣，而且更為神似，黃毓民更用真身親自為節目宣傳。梁國雄在電台節目中亦稱讚姜皓文飾演的「梁國紅」。麥玲玲看過劉錫賢飾演的麥靈靈後被嚇倒，但又覺得很可愛。而葉劉淑儀認為不應由男人扮演自己，但對被人扮演絕不介意。而陳志雲在7月被質問在盧海鵬飾演自己時，表示自己沒看過香港亂噏，並稱外地一早有該節目，自己認為不要因有人扮演自己而對號入座。

## 爭議
批評方面主要是節目抄足台灣電視節目全民最大黨，在亞洲電視官方網站指出是以該節目做藍本，而節目製作人亦強調一定會用香港材料煮台菜，令節目受到香港觀眾歡迎。
由於2009年6月7日和2009年6月28日的節目內容敏感，禁止在內地轉播。

## 收視
以下為該節目於亞洲電視首播之收視紀錄：
| 週次   | 日期            | 平均收視 |
| ------ | --------------- | -------- |
| 第一輯 |                 |          |
| 1      | 5月24日         | 5點      |
| 2      | 5月31日         | 4點      |
| 3      | 6月7日          | 4點      |
| 4      | 6月14日         | 5點      |
| 5      | 6月21日         | 6點      |
| 6      | 6月28日         | 6點      |
| 7      | 7月5日          | 4點      |
| 8      | 7月12日         | 5點      |
| 第二輯 |                 |          |
| 9      | 7月20日-7月24日 | 4點      |
| 10     | 7月27日-7月31日 | 4點      |
| 11     | 8月3日-8月7日   | 4點      |
| 11     | 8月10日-8月13日 | 3點      |
| 12     | 8月18日-8月21日 | 3點      |
| 13     | 8月24日-8月28日 | 2點      |
| 14     | 8月31日-9月4日  | 2點      |
| 15     | 9月7日-9月11日  | 2點      |
| 16     | 9月14日-9月18日 | 3點      |
| 第三輯 |                 |          |
| 17     | 10月11日        | 3點      |
| 18     | 10月18日        | 3點      |
| 19     | 10月25日        | 3點      |
| 20     | 11月8日         | 3點      |
| 21     | 11月15日        | 3點      |
| 22     | 11月22日        | 3點      |
| 23     | 11月29日        | 3點      |

資料來源：CSM媒體研究

## 作品
- 《香港亂噏》的第一輯在2009年8月25日推出DVD，分為第一集至第四集、第五集至第八集兩套，並借本節目的環節：《亂噏估神》作宣傳用。

## 外部連結
- 亞視《香港亂噏》官網
- 亞洲電視(官方)Youtube版重播 （页面存档备份，存于）（已經停止使用）
- 亞視《香港亂噏》(官方)重播
- 全球首個《香港亂噏》facebook群組
- Youtube《香港亂噏》網上重溫

## 節目的變遷

### 第一輯
| 香港 亞洲電視 本港台 星期日20:30～21:30          | 香港 亞洲電視 本港台 星期日20:30～21:30        | 香港 亞洲電視 本港台 星期日20:30～21:30 |
| ------------------------------------------------ | ---------------------------------------------- | --------------------------------------- |
|                                                  | 香港亂噏 2009年5月24日－2009年7月12日          |                                         |
| 演唱會(金曲唱聚聲雅廊演唱會再安歌) 2009年5月17日 | 第一屆《亞洲星光大道》 2009年7月19日－12月27日 |                                         |

### 第二輯
| 香港 亞洲電視 本港台 星期一至五22:00～22:30            | 香港 亞洲電視 本港台 星期一至五22:00～22:30                 | 香港 亞洲電視 本港台 星期一至五22:00～22:30 |
| ------------------------------------------------------ | ----------------------------------------------------------- | ------------------------------------------- |
|                                                        | 香港亂噏II 2009年7月20日－2009年9月18日                     |                                             |
| 康熙來了 （21:30～22:30） 2009年6月22日－2009年7月17日 | 好老婆大聯盟（前時段繼續） （20:30～22:30） 2009年9月21日－ |                                             |

### 第三輯
| 香港 亞洲電視 本港台 星期日22:30～23:30（第五十二集 22:45～23:30） · （與亞洲高清台同步播映，但不包括第五十二集。） | 香港 亞洲電視 本港台 星期日22:30～23:30（第五十二集 22:45～23:30） · （與亞洲高清台同步播映，但不包括第五十二集。） | 香港 亞洲電視 本港台 星期日22:30～23:30（第五十二集 22:45～23:30） · （與亞洲高清台同步播映，但不包括第五十二集。） |
| --- | --- | --- |
| | 香港亂噏III（第五十二集） 2009年10月11日                                                                            | |
| 特備節目（2009 廣東禪宗六祖文化節壇經梵音大型佛樂晚會） （22:45～23:40） 2009年10月4日                              | 香港亂噏III（繼續） （22:30～23:30） 2009年10月18日－                                                               | |
| 御膚術 （22:25～22:45） 2009年7月19日－2009年10月11日 香港亂噏III（第五十二集） （22:45～23:30） 2009年10月11日     | 香港亂噏III 2009年10月18日－                                                                                        | 未定 |
| 香港 亞洲電視 亞洲高清台 星期日22:30～23:30（HD）（與本港台同步播映。）                                             | | |
| 韓國B-boy街頭舞國際賽 （22:35～00:05） －2009年10月11日                                                             | 香港亂噏III 2009年10月18日－                                                                                        | 未定 |